# Ulica Bazyliańska w Zamościu
Ulica Bazyliańska – zamojska ulica jednojezdniowa na Starym Mieście, jednocześnie najdłuższa wśród ulic staromiejskich.

## Historia
Dawniej ulica ta była krótsza, a ograniczał ją klasztor Bazylianów od południa oraz obecna ul. L. Zamenhofa od północy.

### Nazwa
W 1591 roku przecznica nie posiadała nazwy, a obecna pojawiła się w 2. połowie XVIII wieku. Na przełomie XIX i XX wieku nazywana była ul. Wasilkowską (z ros. Wasil - Bazyli). Nazwa pochodzi od klasztoru, który stał na południu przed ulicą.

## Obecnie
Ulica biegnie we wschodniej części Starego Miasta. Od północy łączy się z jednym z większych placów w mieście (plac M. Stefanidesa), zaś przy jej południowym krańcu znajduje się kazamata (fragment dawnej twierdzy). Położone są przy niej takie obiekty jak synagoga (dawniej mieściła się tu biblioteka publiczna), kamienica „Dom Centralny”, kościół św. Mikołaja oraz wiele innych zabytkowych kamienic.